# 阿斯托河

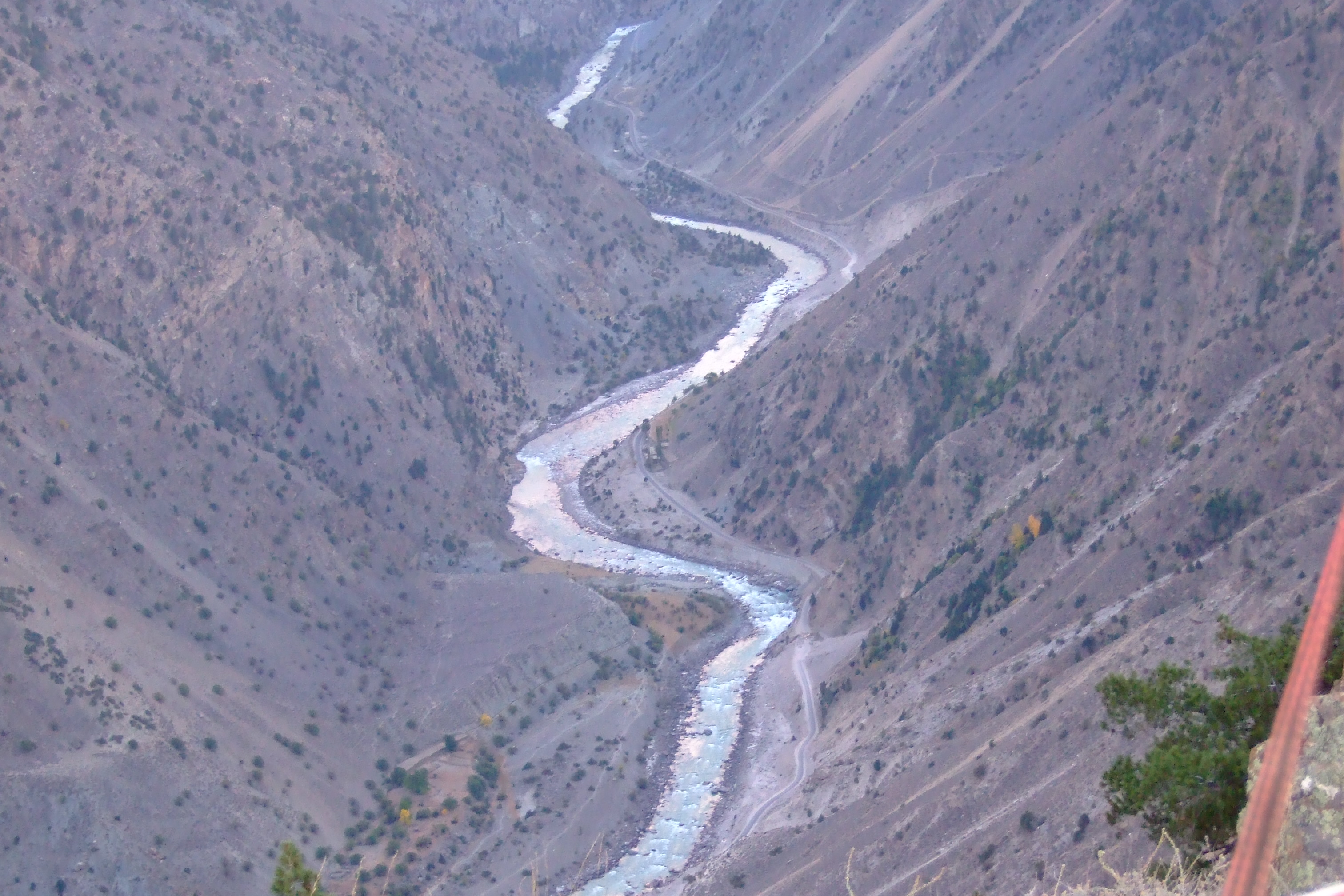
阿斯托河

阿斯托河（Astor River），是巴基斯坦吉爾吉特-巴爾蒂斯坦迪歐賽高原的一條河流，為印度河左岸支流。
阿斯托河發源於布爾濟爾山口西側山坡。幹流向北轉西北流，流經阿斯托縣的阿斯托谷地後，最終於35°34.13′N 74°38.40′E / 35.56883°N 74.64000°E注入印度河。河口約在吉爾吉特河河口下游30公里處。

## 外部連結
- Astor River，大不列顚百科全書 （页面存档备份，存于）

35°34.13′N 74°38.40′E / 35.56883°N 74.64000°E